# Szegény gazdagok (film, 1959)
A Szegény gazdagok Jókai Mór azonos című regényéből forgatott, 1959-ben bemutatott színes, magyar kalandfilm, Bán Frigyes rendezésében, Benkő Gyula, Krencsey Marianne, Bara Margit és Láng József főszereplésével.

## Történet
A szépséges Henriette-et (Krencsey Marianne) nagyapja Hátszegi báróhoz kényszeríti, bár a lány Vámhidy Szilárdot (Láng József), az ifjú szolgabírót szereti. Ezért mindketten öngyilkosságot kísérelnek meg, de megmentik őket. A báró (Benkő Gyula) ezután feleségül veszi Henriette-et, és Arad megyébe viszi, ahol az egész környéket az álarcos Fatia Negra (a. m. Fekete Arc) tartja rettegésben. Vámhidy is idejön, hogy elfogja a hírhedt álarcos rablóvezért.

## Szereplők
- Benkő Gyula – báró Hátszegi Lénárd / Fatia Negra
- Krencsey Marianne – Henriette
- Bara Margit – Anica
- Láng József – Vámhidy Szilárd
- Mádi Szabó Gábor – Iuon Táre
- Deák Sándor – Onuc Grigor
- Egri István – Satrakovics Gerzson, főispán
- Faragó Vera – Mariora, Iuon felesége
- Lóth Ila – Klementína
- Horváth Jenő – ortodox pópa
- Csorba László – Kálmán, Henriette öccse
- Hlatky László – Margari
- Kelemen Lajos – Ripa
- Kemény László – Lapussa Demeter
- Téri Árpád – Lapussa János
- Kovács Károly – Sipos ügyvéd
- Kőmíves Sándor – doktor
- Selényi Etelka – özvegy Lángainé
- Náray Teri – csaplárosné
- Gyenge Árpád – tanító

További szereplők: Fejes Sándor, Keresztessy Mária, Deésy Alfréd, Konrád József, Lázár Tihamér, Magyari Tibor, Márky Géza, Orbán Viola, Pethes Ferenc, Pásztor János, Seress Erzsi, Surányi Imre, Szénási Ernő, Torday Ottó